# Gunungsimping
Gunungsimping is een bestuurslaag in het regentschap Cilacap van de provincie Midden-Java, Indonesië. Gunungsimping telt 13.836 inwoners (volkstelling 2010).